# أسد شمالي
الأسد الشمالي (الاسم العلمي: Panthera leo leo) هو نُوَيْع من الأسود يوجد في غرب إفريقيا وشمالها ووسطها والهند. وفي غرب ووسط أفريقيا يقتصر وجوده على جمهرات متفرقة ومعزولة تتجه نحو الانقراض.
تشير نتائج دراسة جغرافية عرقية إلى أن جمهرات الأسود في بلدان غرب إفريقيا ووسطها قريبة وراثيًا من جمهرات الأسود في الهند، وتشكل فرعً حيويًا رئيسًا متميزًا عن جمهرات الأسود في إفريقيا الجنوبية والشرقية. في عام 2017، قسمت فرقة العمل المعنية بتصنيف القطط التابعة لمجموعة المتخصصين في القطط التابعة للاتحاد الدولي لحفظ الطبيعة (IUCN) جمهرات الأسود وفقًا للفروع الحيوية الرئيسة إلى نُوَيْعَيْن، وهما الأسد الشمالي (P. l. leo) والأسد الجنوبي (P. l. melanochaita). ويمكن تمييز ثلاث فروع حيوية فرعية بوضوح ضمن نويع الأسد الشمالي؛ أحدها من آسيا، والتي تضم الأسود البربرية المنقرضة في شمال إفريقيا، وآخر من غرب إفريقيا وثالث من وسط إفريقيا، شمال حزام الغابات المطيرة.
انقرض الأسد الشمالي إقليميًا في شمال أفريقيا وجنوب أوروبا وغرب آسيا. تعيش الجمهرة الوحيدة من الأسود في آسيا في متنزه غِير الوطني وما حوله في الهند. أما جمهرة الأسود في غرب أفريقيا، فهي معزولة جغرافيًا ويقل عددها عن 250 فردًا بالغًا. وقد أُدرج النويع ضمن القائمة الحمراء للأنواع المهددة بخطر الانقراض الأقصى للاتحاد الدولي لحفظ الطبيعة.